# فرقة بانزر الإحتياطية 179 (الفيرماخت)
فرقة بانزر الاحتياطية 179 (بالألمانية: 179. Reserve-Panzer-Division) فرقة دبابات احتياطية للجيش الألماني في الحرب العالمية الثانية تشكلت في يوليو 1943. كانت الفرقة في فرنسا من يوليو 1943 إلى مايو 1944 عندما تم حلها واستيعابها من قبل فرقة بانزر 116.

## القادة
- الجنرال الرائد هربرت ستيميل
- جينيرال لوتنانتماكس فون هارتليب-والسسبورن (1940-06-20 - 1940-05-22)
- جينيرال لوتنانت والتر فون بولتنشتيرن (1943-07-30 - 1944-05-10)